# 陳民亮
陳民亮（Min-Liang Tan，1977年11月5日—）是一位新加坡华人企业家、律师。

## 生平
畢業於新加坡國立大學，曾獲法律碩士位，畢業後一度擔任律師。2003年，陳民亮創辦了雷蛇，是電競產業界的天花板，並該公司的業務從單純的滑鼠製造耳機擴展到了電子設備週邊領域。